# Pranab Mukherjee
Pranab Kumar Mukherjee (Mirati, 11 de diciembre de 1935-Nueva Delhi, 31 de agosto de 2020) fue un político, profesor y escritor indio
Presidente de la India desde 2012 hasta 2017, tras ganar las elecciones el 22 de julio de 2012.
Pranab Mukherjee, comenzó su carrera política con el Congreso Nacional Indio en 1969 apoyado por la primera ministra Indira Gandhi. Se convirtió en uno de sus principales lugartenientes y fue descrito a menudo como su "hombre para la eternidad". Su ascenso fue meteórico en la fase temprana de su carrera y se convirtió en un ministro de gabinete en el gobierno de Indira Gandhi en 1973. Mukherjee se movió a través de una serie de puestos en el gabinete para convertirse en el ministro de Finanzas de la India desde 1982 hasta 1984. Mukherjee fue líder de la Cámara en el Rajya Sabha desde 1980 hasta 1985.
Mukherjee fue dejado de lado por el Congreso durante la era de Rajiv Gandhi. Él se había visto en el poder, y no el novato de Rajiv Gandhi, como el legítimo sucesor de Indira Gandhi. Mukherjee perdió en la lucha por el poder que siguió. Formó su propio partido político, el Rashtriya Samajwadi Congreso, pero más tarde se fusionó con el Congreso en 1989 después de alcanzar un compromiso político con el primer ministro Rajiv Gandhi. La carrera política de Mukherjee revivió cuando el primer ministro Narasimha Rao optó por designarlo como Vicepresidente de la Comisión de Planificación y, posteriormente, como ministro de gabinete de la Unión en la década de 1990. Se desempeñó como ministro de Relaciones Exteriores (canciller) de 1995 a 1996 en el gabinete de Rao. Mukherjee fue el arquitecto principal de la entrada de Sonia Gandhi en la política de la India en la década de 1990.
Se convirtió en el estadista del Partido del Congreso durante este período. Mukherjee fue líder de la Cámara en el Lok Sabha desde 2004 hasta 2012. Se desempeñó como ministro de Defensa desde 2004 hasta 2006 y nuevamente sirvió como ministro de Relaciones Exteriores de 2006 a 2009. Él era el ministro de Hacienda desde 2009 hasta 2012 en el gobierno del primer ministro indio, Manmohan Singh. Después de obtener la nominación de UPA para la presidencia del país, en julio de 2012 Mukherjee derrotó cómodamente a P. A. Sangma en las elecciones rumbo a la Rashtrapati Bhavan (Casa presidencial), ganando con el 70 por ciento de los votos.

## Primeros años
Mukherjee nació en una familia bengalí de Kulin brahmáns en Mirati en la provincia de Bengala de la India británica (ahora en Bengala Occidental). Su padre, Kamada Kinkar Mukherjee, fue un activo miembro en el movimiento indio de la independencia y fue miembro del Consejo Legislativo de Bengala Occidental entre 1952 y 1964, como representante del Congreso Nacional Indio. Su madre era Rajlakshmi Mukherjee.
Mukherjee asistió a la universidad de Suri Vidyasagar en Suri (Birbhum), entonces afiliado a la Universidad de Calcuta. Él tiene un Master of Arts en Ciencias Políticas e Historia, así como una licenciatura en Derecho por la Universidad de Calcuta.

## Ámbito profesional
Mukherjee comenzó su carrera como empleado de una división superior en la oficina del Contador General Adjunto (Correos y Telégrafos) en Calcuta. En 1963, comenzó a enseñar ciencias políticas en la Universidad Vidyanagar (en Sur 24 Parganas) y también trabajó como periodista en el Dak Desher (Call of Motherland) antes de entrar en la política.

## Escritos
Pranab Mukherjee ha sido autor de varios libros, incluyendo:
- Encuesta de Medio Término
- Más allá de la supervivencia
- Nuevas dimensiones de la economía india
- Fuera de la pista, Saga de Lucha y Sacrificio
- Impugnar ante la Nación.[12]

## Ámbito político
Mukherjee se involucró con la política en 1969 en Congreso Nacional Indio. Había logrado una exitosa campaña electoral para el candidato independiente Krishna Menon durante las elecciones parciales en Midnapore. El primer ministro y el líder supremo del Congreso Indira Gandhi reconoció su talento y lo invitó a formar parte de su partido. Gandhi dio Mukherjee un asiento en la Rajya Sabha (Cámara Alta) del Parlamento en julio de 1969. Mukherjee fue posteriormente reelegido en 1975, 1981, 1993 y 1999.

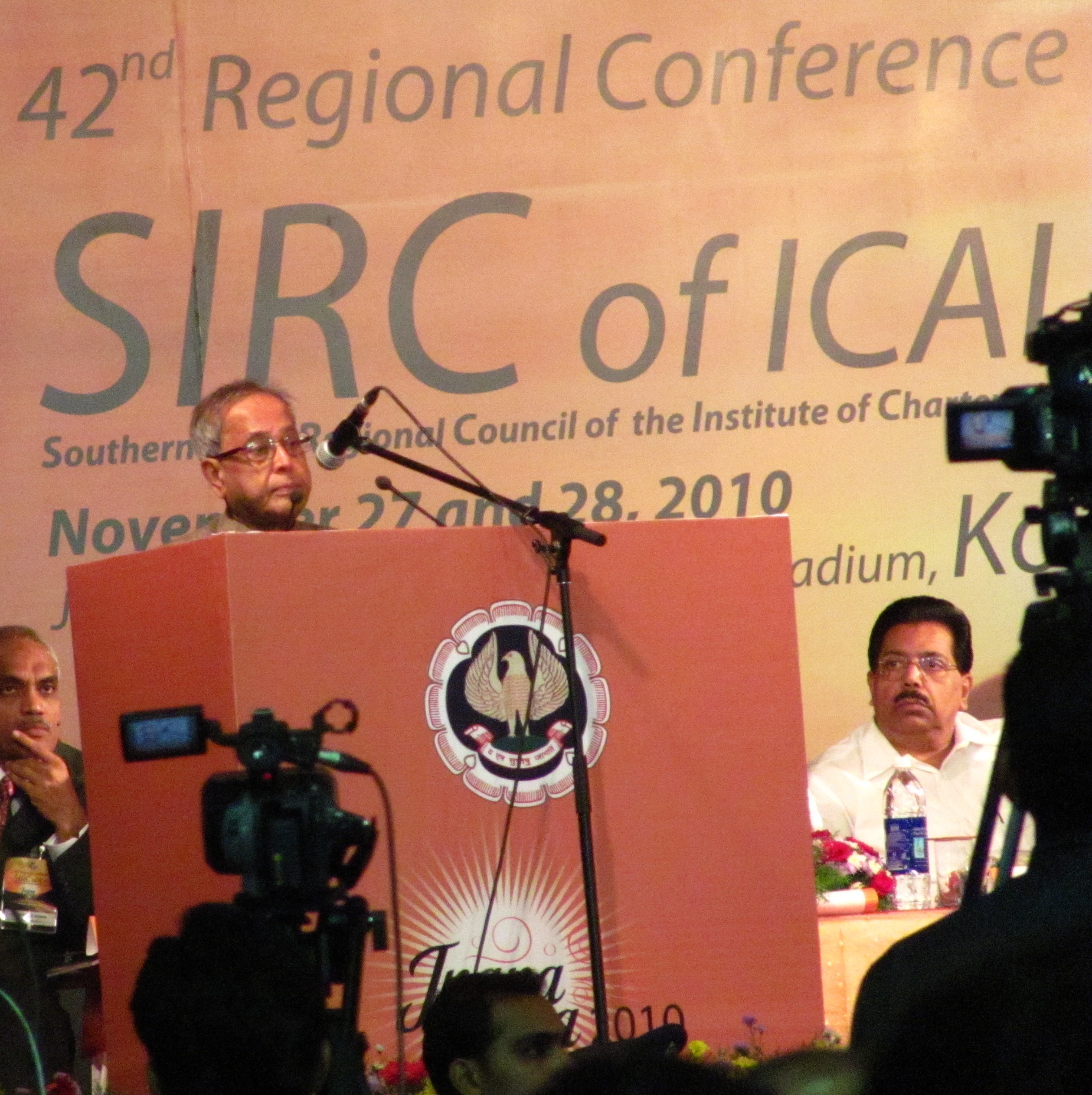
Pranab Mukherjee dirigiéndose a los delegados de la 42.ª Conferencia Regional de SIRC del Instituto de Contadores Públicos de la India

Mukherjee se convirtió en un acérrimo partidario de Indira Gandhi. Fue descrito como su "hombre para todas las estaciones". La subida de Mukherjee al poder fue meteórica en la fase inicial de su carrera y fue nombrado Viceministro de la Unión Desarrollo Industrial en el gabinete de Indira Gandhi en 1973. Mukherjee fue un activo miembro del gabinete India durante la emergencia India. Se acusó a los políticos del Congreso del día, incluido Mukherjee, de usar poderes extraconstitucionales para "destruir normas establecidas y reglas de gobierno". Después de la derrota del Congreso en las elecciones generales de 1977, la Comisión Shah nombrada recientemente por el gobierno de Janata formuló cargos contra Mukherjee; sin embargo, la comisión fue posteriormente acusada de salirse "de su jurisdicción" en 1979. Mukherjee salió indemne y ascendió a través de una serie de puestos en el gabinete para convertirse en ministro de Finanzas desde 1982 hasta 1984.
Su mandato se destacó por su trabajo en la mejora de las finanzas del gobierno que permitió a Gandhi anotarse un punto político al devolver la última entrega del primer préstamo del FMI a la India. Como ministro de Finanzas, Mukherjee firmó la carta que designaba a Manmohan Singh como Gobernador del Banco de la Reserva de la India.«The Pranab Mukherjee Budget». Business Standard. 22 de febrero de 2010. Consultado el 8 de agosto de 2010.«Shri Pranab Mukherjee». Calcutta Yellow Pages. 22 de enero de 2001. Consultado el 23 de julio de 2012.
En 1979, Mukherjee se convirtió en Líder Adjunto del INC en Rajya Sabha, y en 1980 fue nombrado Líder de la Cámara.  Mukherjee fue considerado el primer ministro del gabinete indio y presidió las reuniones del gabinete en ausencia del primer ministro.